# Vitesse supraluminique dans la science-fiction
Pour un article plus général, voir Vitesse supraluminique.
Les voyages à une vitesse dépassant la vitesse de la lumière, dite vitesse supraluminique, sont fréquents dans les œuvres de science-fiction mettant en scène des voyages spatiaux.
Ils sont nécessaires pour l'auteur afin de permettre la rencontre de différents peuples et une action à des points éloignés d'une même galaxie.
Les explications parfois données dans ces œuvres sur le voyage supraluminique peuvent se fonder sur des recherches scientifiques valides, mais elles conservent un certain mystère accepté par le lecteur ou spectateur car le moyen trouvé facilite le déroulement de l'intrigue.
Certains auteurs mettent en avant l'existence d'un hyperespace permettant les voyages supraluminiques.

## Exemples

### Littérature
Les effets relativistes d'une forme métaphysique de voyage supraluminique sont abordés dans le roman Récits de l'infini : Lumen, histoire d'une comète dans l'infini de Camille Flammarion publié en 1872,,,.
Dans sa nouvelle The Tachypomp (en) publiée en 1874, Edward Page Mitchell décrit un appareil théorique permettant un voyage à une vitesse supraluminique, virtuellement infinie.
La Curée des astres (et le reste de la série Skylark (en)) publiée à partir de 1928 par Edward Elmer Smith est parfois créditée comme la première invention du space opera, c'est-à-dire d'un récit mettant en scène un voyage supraluminique,,. Le protagoniste, Dick Seaton, y découvre accidentellement un système de propulsion en combinant, grâce au champ généré par un accélérateur de particules, dans une solution du cuivre pur avec un nouvel élément (fictif) transactinide stable du groupe du platine qu'il nomme "X" ; il construit alors, avec l'aide de son ami millionnaire Martin Crane, un vaisseau spatial dont la vitesse, hors de l’atmosphère, peut augmenter « à chaque seconde d’une quantité égale à la vitesse même de la lumière », jusqu'à effectivement atteindre « une vitesse mille fois plus grande que celle de la lumière ».
Dans la série Viagens Interplanetarias (en) publiée à partir de 1949 par Lyon Sprague de Camp, l'agence terrienne éponyme a le monopole des voyages interstellaires supraluminiques.
Dans son Cycle des robots publié à partir de 1949, Isaac Asimov propose deux moyens de voyager à une vitesse supraluminique : l'un étant de courber l'espace-temps grâce à un moteur spécifique conçu par le Cerveau, le super-calculateur de l'U.S. Robots, l'autre, conçu par les humains, génère un "hyperchamp" responsable de ce voyage. Mais tous deux présentent des inconvénients de taille : le premier fait passer les passagers par un état de mort biologique avant de les ressusciter, et le second annihile l'intelligence des passagers. Enfin, dans son Cycle de Fondation, le voyage se fait en empruntant un « hyperespace », et dont le seul inconvénient est une légère crispation au niveau de l'abdomen au moment du bond.
Dans les cinq tomes de La Geste des Princes-Démons publiée à partir de 1964 par Jack Vance, même les petits astronefs de ce futur éloigné utilisent l'"intercession de Jarnell" pour se déplacer à des vitesses supraluminiques.
Dans le Cycle de Dune publié par Frank Herbert à partir de 1965, les long-courriers peuvent « plisser » l’espace grâce à l'effet Holtzman et donc voyager presque instantanément ; ils doivent être pilotés par des navigateurs prescients de la Guilde spatiale pour anticiper et éviter toute collision.
Dans le Cycle de l'Ékumen qu'Ursula K. Le Guin a commencé à publier en 1966, il existe un moyen de transport de marchandises inertes appelé FTL (Faster Than Light) et un transport d'êtres vivants sur des vaisseaux un peu moins rapides qualifiés de NAFAL (Nearly As Fast As Light) ; de manière plus secondaire, le transport instantané des personnes, appelé churten, est possible au prix de « distorsions » temporelles et psychologiques (décrites dans la nouvelle L'Histoire des Shobies (en) publiée en 1990 et incluse dans le recueil Pêcheur de la mer intérieure),.
Dans La Guerre éternelle publiée en 1974 par Joe Haldeman, les astronautes utilisent des collapsars pour se rendre instantanément d'un point de l'espace à un autre, distants parfois de milliers d'années-lumière.
Dans la série de bande dessinée Yoko Tsuno de Roger Leloup, le vaisseau utilisé pour rejoindre Vinéa dans Les Trois Soleils de Vinéa (publié initialement en 1975) dépasse la vitesse de la lumière, en reliant la Voie lactée et M33 en 2 mois. La justification théorique de cette technique étant que le milieu où il évolue (un tube opaque) est privé de lumière.
Dans Crest of the Stars et Banner of the Stars publiés à partir de 1996, d'Hiroyuki Morioka, l'univers plan est un univers parallèle par lequel passent les vaisseaux spatiaux pour parcourir de grandes distances en un temps très réduit.
Dans la série de bande dessinée les Mondes d'Aldébaran publiée par Leo à partir de 1994, les vaisseaux utilisent un processus baptisé Benevides Transfert — basé sur la physique quantique et impliquant des voyages temporels — pour dépasser la vitesse de la lumière.

### Cinéma
- Star Wars : Les vaisseaux spatiaux sont capables de se déplacer au-delà de la vitesse de la lumière grâce à des moteurs d'hyperpropulsion.
- K-PAX : Prot apprend au docteur Mark Powell que les habitants de sa planète maitrisent le voyage supraluminique à divers facteurs de C.

### Séries télévisées
- Babylon 5 : l'hyperespace accessible par des points de saut et dans lequel les vaisseaux naviguent grâce à un réseau de balises dont l'origine est inconnue des peuples de la série.
- Galactica et Battlestar Galactica : les voyages en hyperespace se font par le biais de « sauts » aussi appelés Bonds FTL (Faster Than Light) ou PRL (Plus Rapide que la Lumière, en français). Il n'y a pas d'effet « tunnel » comme on peut le voir dans d'autres séries de science-fiction mais plutôt un effet écrasement, disparition, du vaisseau qui saute, de même qu'un saut ne peut être effectué en espace clos (hangar fermé) ou trop près d'un autre vaisseau sous peine de subir et faire subir de gros dommages, sinon la destruction aux vaisseaux/matériels alentour.
- Star Trek : les vaisseaux se déplacent grâce au phénomène de distorsion (warp).
- Stargate SG-1 : l'hyperespace est utilisée par les vaisseaux spatiaux, ils y entrent grâce à un générateur d'hyperpropulsion qui peut ouvrir une fenêtre assimilée à un trou noir artificiel depuis n'importe quel point de l'univers excepté près des trous noirs, c'est aussi utilisé dans le réseau des portes des étoiles. C'est le système supraluminique le plus efficace et rapide à ce jour dans les œuvres de science-fiction, car il permet de voyager dans les galaxies en quelques instants (les voyages intergalactiques sont plus longs - voir Stargate Atlantis S3E10).
- Stargate Universe : il y a aussi la "VSL" (Vitesse Supra Luminique) du vaisseau Destinée des anciens.
- Futurama : Dans le vaisseau le Professeur Hubert Farnsworth dit à Fry que le vaisseau se déplace plus vite que la lumière. Cependant, le vaisseau, grâce au réacteur inventé par le Professeur, ne se déplace pas lui-même : c'est tout l'univers qui se déplace autour de lui.
- Robotech : Les vaisseaux se déplacent à grande distance par des replis de l'espace, appelés par convention des « sauts hyperspatiaux ».
- Doctor Who : le TARDIS se déplace à une vitesse bien supérieure à celle de la lumière, et peut également se déplacer dans le temps. Les génériques de la nouvelle série suggèrent qu'il utilise l'hyperespace, des trous de ver ou une quelconque distorsion ; cependant, on peut voir à de nombreuses reprises le vaisseau voler dans l'espace ou au-dessus du sol d'une planète. Dans l'épisode L'École des retrouvailles (2de série, S2E03), on apprend qu'on peut dépasser la vitesse de la lumière en "exploitant un quantum de champ avec un LFT de 36,7 de fraction".
- Dark Matter : où la plupart des vaisseaux utilisent la VSL pour se déplacer dans l'espace.
- Valérian et Laureline, adaptation franco-japonaise de la bande-dessinée éponyme : les astronefs traversent le "subespace" pour voyager plus vite que la lumière. Les ondes électromagnétiques font de même pour les communications. On apprend au cours de la série que ces "routes subspatiales" sont "forées" à l'aide d'engins appropriés qui modifient la structure de l'espace-temps lui-même. L'épisode introduisant cette machine la montre également capable de modifier l'espace-temps autour de deux planètes pour éviter leur collision imminente.

### Jeu vidéo
- Halo : Le réacteur de Shaw-Fujikawa est le réacteur utilisé par l'UNSC pour faire des voyages interstellaires. Il a permis de lancer une immense campagne de colonisation hors du système solaire pour répondre à la surpopulation. Actuellement, au XXVIe siècle, sa vitesse est de 2,625 a.l/jour.
- Mass Effect : Les vaisseaux utilisent de gigantesques structures appelées "Relais Cosmodésiques" qui retiennent de l'énergie noire pour dépasser la vitesse de la lumière et atteindre un autre relais, leur permettant ainsi de se déplacer dans toute la galaxie en quelques heures.
- FTL: Faster Than Light : Les vaisseaux utilisent un carburant spécial pour faire un "saut", qui consiste à dépasser la vitesse de la lumière pour se déplacer dans les systèmes.
- Frontier: Elite II, Frontier: First Encounters : Les vaisseaux possèdent un moteur à Hypertransmission Standard ou Militaire. Ils utilisent soit l'hydrogène, soit du carburant militaire pour effectuer des sauts hyperspatiaux, qui provoque une perturbation qui a comme résultat un champ rougeoyant aux points d'entrée et de sortie. La portée du saut dépend de la classe du moteur et la traversée dure quelques jours.